# اپیزودها
اپیزودها (به انگلیسی: Episodes) یک سریال تلویزیونی سیتکام بریتانیایی-آمریکایی محصول شبکه شوتایم آمریکا است که داستان زندگی دو سازنده سریال انگلیسی (بورلی و شان لینکن) را روایت می‌کند که به دلیل موفقیت بالای سریال خود در انگلستان توسط یک شبکه تلویزیونی به آمریکا دعوت می‌شوند تا نسخه آمریکایی سریال خود را در آمریکا بسازند.
مت له بلانک بازیگر موفق سریال دوستان در این سریال در نقش خودش بازی می‌کند.
اولین قسمت این مجموعه در تاریخ ۹ ژانویه ۲۰۱۱ در آمریکا پخش گردیده و فصل پنجم آن با یک سال تاخیر در سال ۲۰۱۷ پخش شده است.